# بیولیو، مینه‌سوتا
بیولیو (به انگلیسی: Beaulieu) یک منطقهٔ مسکونی در ایالات متحده آمریکا است که در شهرستان مه‌نومن واقع شده‌است. بیولیو ۴۸ نفر جمعیت دارد و ۳۹۴٫۱۱ متر بالاتر از سطح دریا واقع شده‌است.